# 淳化 (年号)
淳化（990年—994年）是宋太宗的第四個年号，北宋使用这个年号共5年。

## 年號含義
指君主對人民敦厚的教化。

## 改元
- 端拱三年——正月一日，有詔改元淳化。[2][3][4]
- 淳化六年——正月一日，有詔改元至道。[5][6][7]

## 紀年對照表
| 淳化 | 元年  | 二年  | 三年  | 四年  | 五年  |
| ---- | ----- | ----- | ----- | ----- | ----- |
| 公元 | 990年 | 991年 | 992年 | 993年 | 994年 |
| 干支 | 庚寅  | 辛卯  | 壬辰  | 癸巳  | 甲午  |

## 同期存在的其他政权年号
- 中國
  - 应运（994年）：北宋時期—李順之年號
  - 統和（983年－1012年）：契丹—遼聖宗耶律隆绪之年號
  - 明圣（889年－991年）：大理—段素英之年號
  - 明統（992年－996年）：大理—段素英之年號
  - 天兴（986年－999年）：于闐—尉迟僧伽罗摩之年號
- 越南
  - 兴统（989年－993年）：前黎朝—黎桓之年號
  - 應天（994年－1007年）：前黎朝—黎桓、黎龍鉞、黎龍鋌之年號
- 日本
  - 永祚（989年－990年）：一條天皇之年号
  - 正曆（990年－995年）：一條天皇之牛號

## 深入閱讀
- 李崇智. . 北京: 中華書局. 2004年12月. ISBN 7101025129.
- 鄧洪波. . 臺北: 國立臺灣大學東亞經典與文化研究計劃. 2005年3月  [2021-11-16]. ISBN 9789860005189. （原始内容 (pdf)存档于2007-08-25）.

| 前一年號： 端拱 | 北宋年号 | 下一年號： 至道 |